# Notocirrhitus
Notocirrhitus is een monotypisch geslacht van straalvinnige vissen uit de familie van de koraalklimmers (Cirrhitidae).

## Soort
- Notocirrhitus splendens (Ogilby, 1889)